# Arga

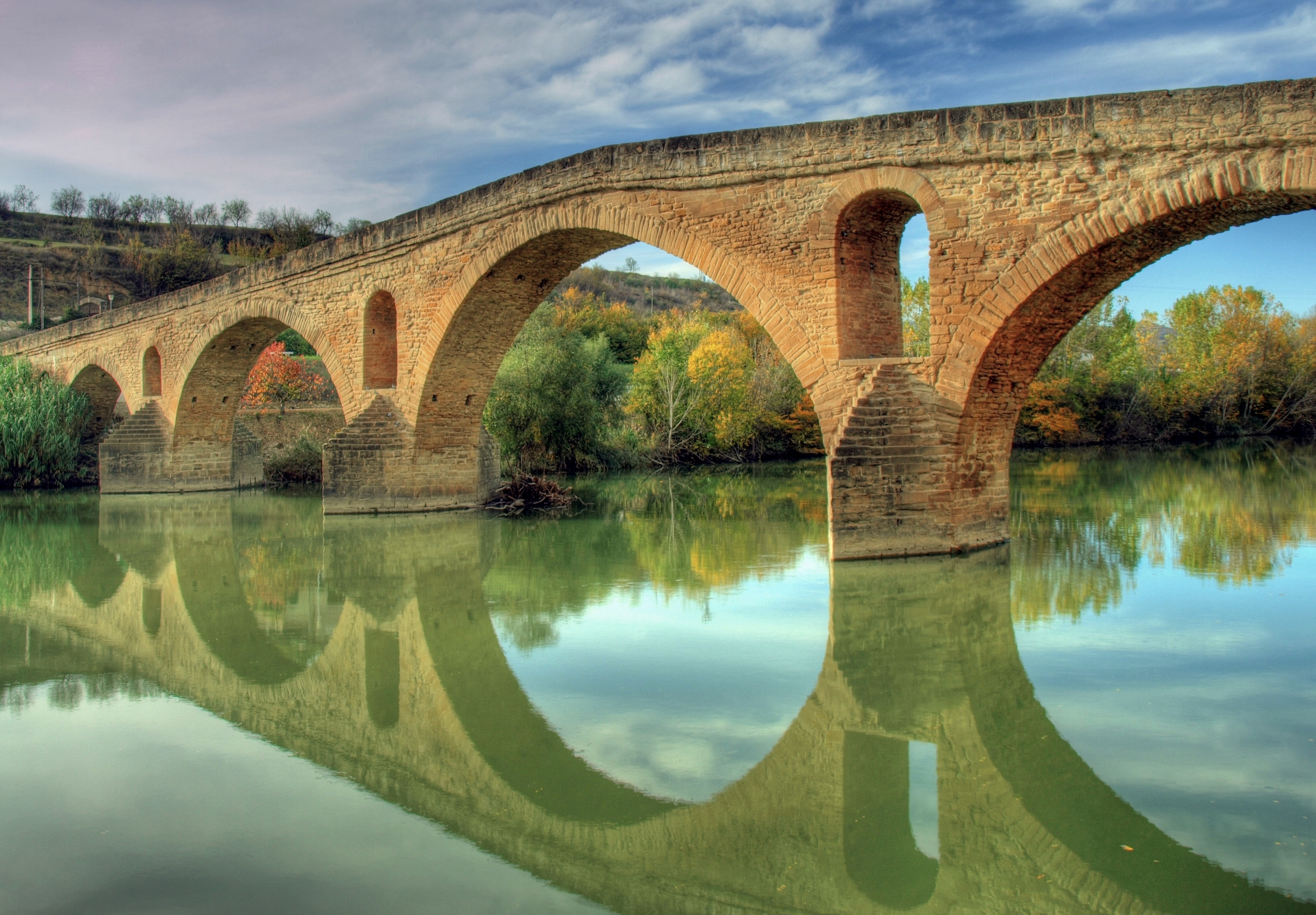
L'Arga attraversato dal ponte romanico di Puente la Reina

L'Arga è un fiume della Spagna settentrionale, che scorre nella comunità della Navarra. Nasce al colle di Urquiaga situato nel massiccio paleozoico di Quinto Real, nella parte settentrionale della valle di Erro e sfocia nel fiume Aragón presso Funes. È il più «navarro» dei grandi fiumi, dato che i suoi 145 km di percorso sono interamente compresi in questa regione. Dei 2.759 km² del suo bacino idrografico, 2.652 appartengono alla Navarra, mentre i restanti 107, situati nella provincia di Álava, corrispondono all'alta valle dell'affluente Araquil.
Nell'antichità il fiume era chiamato Runa.
L'Arga è regolato dal lago di Eugui (valle di Esteríbar), utilizzato principalmente per rifornire l'area metropolitana di Pamplona.
Nell'alto corso dell'Arga la vegetazione è formata da faggete con sottobosco di Erica vagans, mirtilli, carici e Luzula. Nei pressi del lago di Eugui vicino ai faggi si trovano ontani, frassini, aceri, noccioli ed evonimi.
A valle del lago appaiono boschi di querce e pini domestici con sottobosco di bosso. A partire da Zubiri gli ontani si estendono, accompagnati da aceri, ciliegi selvatici e frassini.
Partendo da Huarte si trovano i salici. A Belascoáin appare il pioppo nero, il frassino a foglia stretta ed il salice bianco, iniziando la transizione tra il bosco cantabrico e quello mediterraneo. Nei versanti si trovano melojos e pini d'Aleppo. Nel tratto finale viene sfruttato per l'irrigazione e per pioppete di ripopolamento.
L'Arga scorre nei seguenti comuni:
- Esteribar
- Huarte
- Villava
- Burlada
- Pamplona
- Barañain
- Olza
- Etxauri
- Belascoáin
- Puente la Reina
- Mendigorría
- Larraga
- Berbinzana
- Miranda de Arga
- Falces
- Peralta
- Funes

## Principali affluenti
I principali affluenti sono:
Da destra:
- l'Ulzama a Villava;
- lo Juslapeña a Olza;
- l'Araquil a Olza;
- il Salado a Mendigorría;

da sinistra:
- l'Urbi a Huarte;
- l'Elorz a Pamplona;
- il Robo a Puente la Reina.